# Sumatra Centralna
Sumatra Centralna (indonez. Sumatera Tengah) – indonezyjska prowincja istniejąca w latach 1948–1957. Swoim zasięgiem terytorialnym obejmowała dzisiejsze prowincje: Sumatrę Zachodnią, Riau, Jambi oraz Wyspy Riau. 

## Gubernatorzy prowincji
- Mohammad Nasroen[2] (1948–1950)
- Ruslan Muljohardjo[3] (1951–1956)